# Bretas
Bretas超市（葡萄牙語：Supermercados Bretas）是巴西一家大型連鎖超市，於1954年在米納斯吉拉斯州成立，目前於戈亞斯州亦設有業務。

## 歷史
1950年代，Bretas最初僅在米納斯吉拉斯州聖瑪麗亞-迪伊塔比拉一帶銷售咖啡，於1980年代於蒂莫特烏設立分公司後開始在巴西境內擴張。
該超市於2010年代初被智利跨國零售集團桑科薩集團收購，成為巴西主要的連鎖超市和拉丁美洲較有競爭力的超市之一，其在米納斯吉拉斯州和戈亞斯州的部分重要城市設有分店和加油站。截至2009年，該超市共有77家分店和12間加油站。

## 分布
以下為設有Bretas分店的城市：
- 戈亞斯州：阿納波利斯、戈亞斯州阿瓜斯林達斯、阿帕雷西達迪戈亞尼亞、卡爾達斯諾瓦斯、卡塔洛、福莫薩、戈亞尼亞、伊通比亞拉、雅塔伊、米內魯斯、里奧韋爾迪和卡內杜參議員鎮
- 米納斯吉拉斯州：阿拉瓜里、法布里西亞諾上校城、庫爾韋盧、伊帕廷加、伊塔比拉、伊塔茹巴、伊圖尤塔巴、雅納烏巴、若昂蒙萊瓦迪、茹伊斯迪福拉、拉夫拉斯、馬托齊紐斯、蒙蒂斯克拉魯斯、帕圖斯迪米納斯、帕特羅西尼烏、佩德羅萊奧波爾杜、皮拉波拉、波蘇斯-迪卡爾達斯、波蘇阿萊格裡、塞蒂拉瓜斯、蒂莫特烏、烏貝拉巴、烏貝蘭迪亞、瓦爾任阿和烏納伊

## 外部連結
- Bretas（葡萄牙文）
- 桑科薩集團（英文）（西班牙文）（葡萄牙文）